# كبوسين شعيري
كبوسين شعيري (الاسم العلمي:Tropaeolum capillare) هو نوع من النباتات يتبع جنس الكبوسين من الفصيلة الكبوسينية.